# Gusinoozersk
Gusinoozersk (čitaj: Gusinoozjorsk) (ruski: Гусиноозёрск) je grad u Rusiji, u republici Burjatiji, čiji je treći po veličini grad. 
Nalazi se na 51° 17' sjeverne zemljopisne širine 106° 30' istočne zemljopisne dužine, na sjevernoj obali jezera Gusina.
Broj stanovnika: 25.364
Osnovan je 1934. godine. Gradom postaje 1953. godine. 
Vremenska zona: Moskovsko vrijeme+5
Ovaj gradić ima prometni značaj, jer najveće naselje uz prometnicu koja spaja gradove Ulan-Ude u Rusiji s mongolskim glavnim gradom Ulan Batorom.